# كنسورته (بيدفوردشير)
كنسورته (بالإنجليزية: Kensworth)‏ هي قرية و أبرشية مدنية تقع في المملكة المتحدة في إنجلترا.